# Siegfried PharmaChemikalien Minden

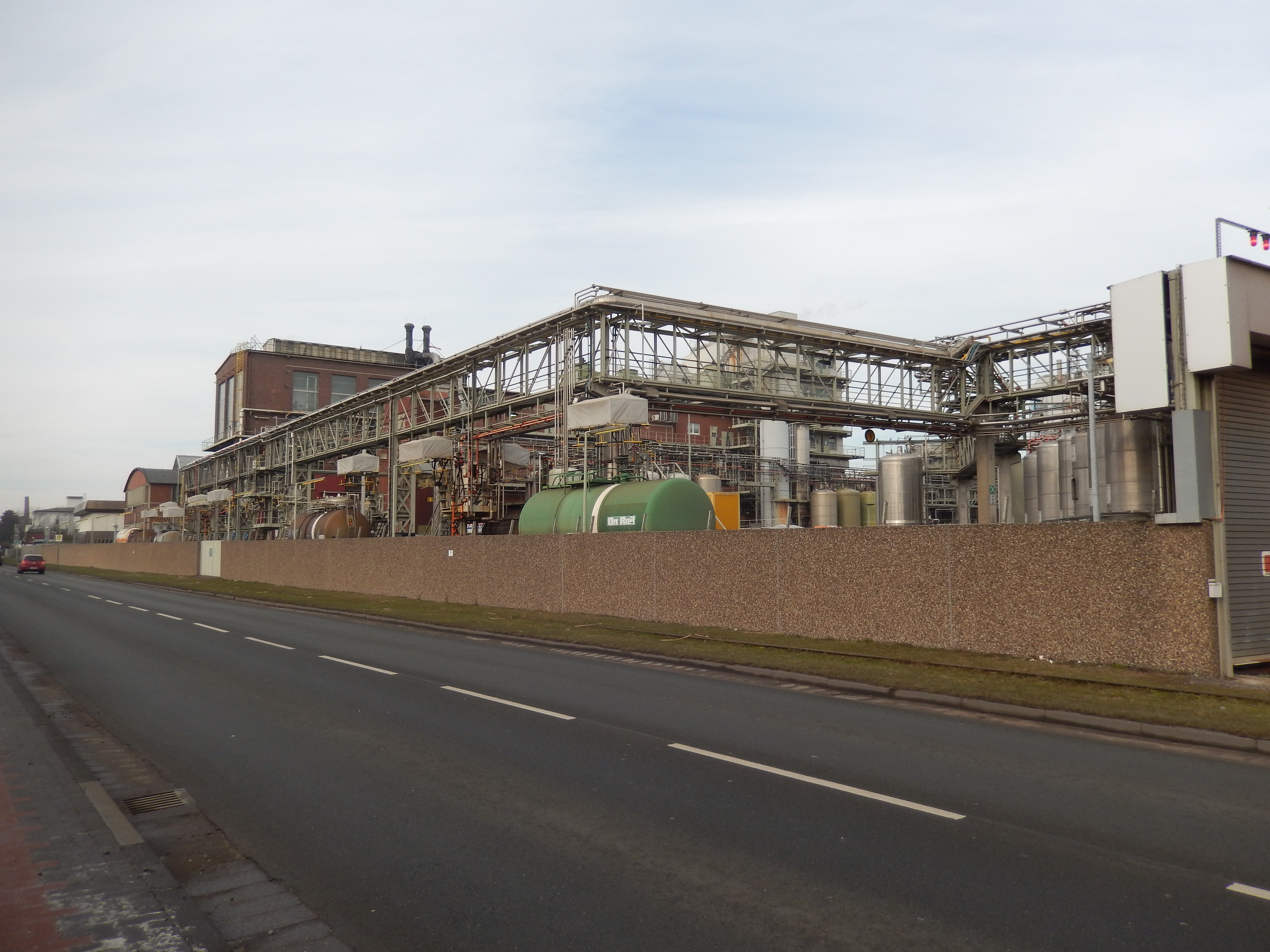
Werk der Siegfried PharmaChemikalien Minden GmbH

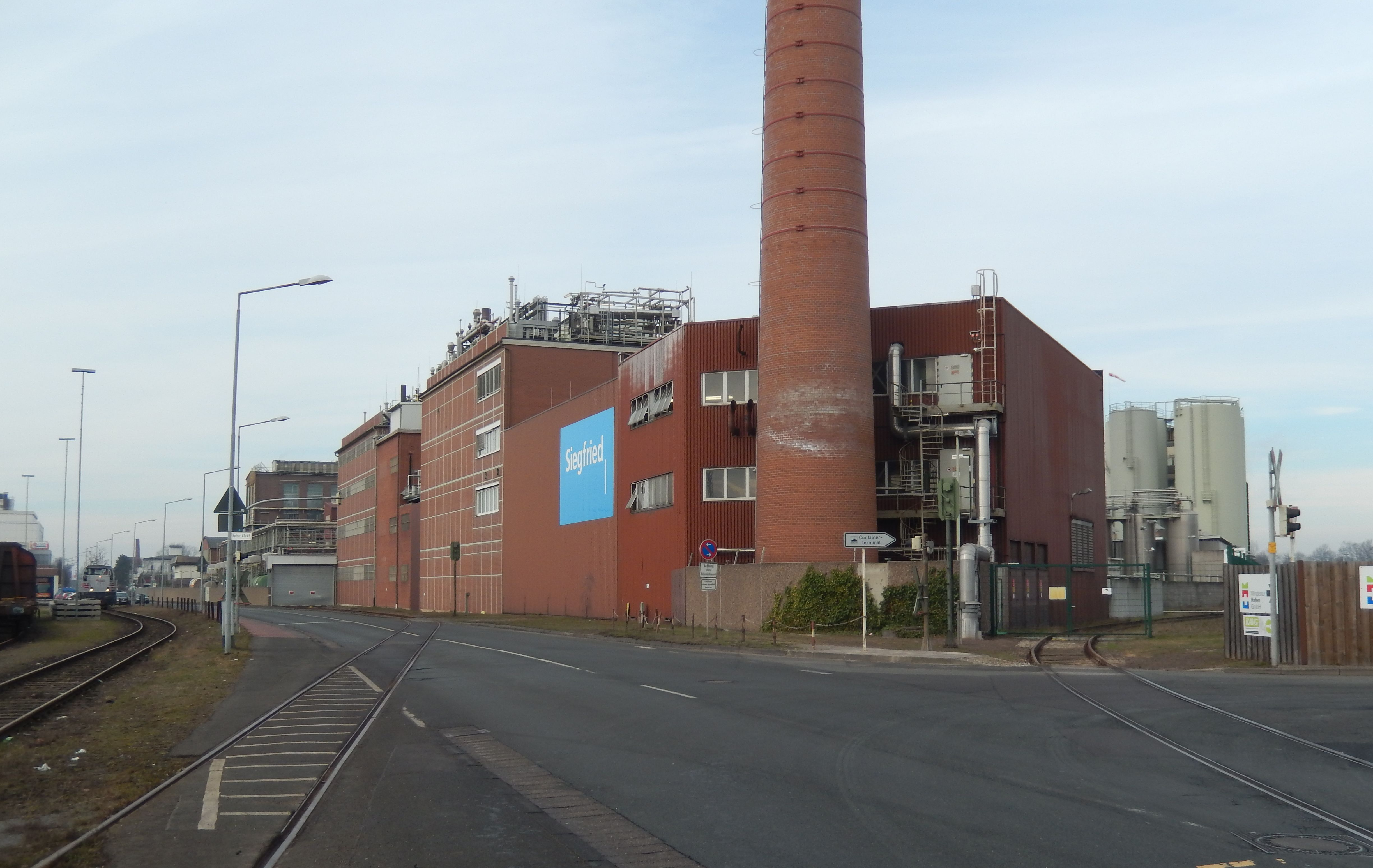
Werk der Siegfried PharmaChemikalien Minden GmbH

Die Siegfried PharmaChemikalien Minden GmbH ist ein chemisches Werk im nordrhein-westfälischen Minden, Deutschland. Als Tochter der Siegfried Holding AG aus Zofingen in der Schweiz produziert sie Chemikalien für die Pharmaindustrie.
Der Standort wurde 1939 als Knoll AG gegründet. Im August 2000 wurde durch den BASF-Konzern, zu dem Knoll AG inzwischen gehörte, die Produktion von Pharmachemikalien als BASF PharmaChemikalien GmbH & Co. KG auszugliedern. Im Frühjahr 2015 wurde durch die BASF ihr Geschäft mit Pharmawirkstoffen an die Siegfried Holding verkauft.

## Geschichte

### Vorgeschichte
Die Knoll AG geht auf den Chemiker Albert Knoll, zurück. Er entwickelte ein neues Verfahren, Morphin chemisch in Codein umzuwandeln. Der Wirkstoff wurde zur Behandlung von Husten und Schmerzen benötigt, da er eine ähnliche Wirkung wie das bis dahin massiv eingesetzte Morphin aufwies, da man damals annahm, dass es weniger Nebenwirkungen und eine geringere Suchtgefahr besaß. Die Produktion nahm die von ihm in Ludwigshafen am Rhein gegründete Knoll AG bereits 1886 auf.
In den Jahren 1934 und 1935 stellte die für Sanitätsdepots zuständige Reichsbehörde größere Aufträge in Aussicht. Eine Kommission des Heeres-Sanitätsinspekteurs hielt jedoch den bisherigen Standort Ludwigshafen für ungünstig. Man war der Ansicht, die Fertigung der Knoll AG läge zu nah an der Grenze nach Frankreich und befürchtete, französische Truppen könnten die Produktion und damit den Nachschub mit wichtigen Medikamente stören. Die Kommission forderte dazu auf, eine Produktionsstätte tiefer im Landesinneren einzurichten. In der zum 100-jährigen Jubiläum der Knoll AG herausgegebenen Festschrift wird berichtet, ein Sanitätsoffizier habe seinen Zirkel eher zufällig bei Minden eingestochen, als er bei einer Besprechung versuchte, das als sicher geltende Gebiet auf einer Deutschlandkarte näher einzugrenzen. Eine unternehmensinterne Aktennotiz unter dem Betreff „Sicherung der Knollschen Produktion“ hatte 1934 noch den Vermerk „Minden - nicht geeignet“ erhalten. Dabei hatte Minden als Standort einiges zu bieten, wie vor allem einen Anschluss an die wichtige Bahnstrecke Köln – Berlin, wie auch an die Wasserlinien Weser und Mittellandkanal.

### Chemische Werke Minden GmbH und Knoll AG
Im Jahr 1935 wurde die Chemische Werke Minden GmbH mit einem Grundkapital von 300.000 Reichsmark ins Handelsregister eingetragen, ein Jahr darauf ein Grundstück von 20.000 Quadratmetern angekauft und 1939 um weitere 27.000 Quadratmeter ergänzt. Die Produktion in einem neu errichteten Werk an der Karlsstraße begann im Jahr 1939. Auf Drängen der Wehrmacht wurde zunächst Tannalbin und Cardiazol hergestellt, bis 1941 folgte Dilaudid, Dicodid und Paracodin. Die Zahl der Mitarbeiter stieg im Jahr 1943 auf 183. Im gleichen Jahr begann in Minden auch die Produktion des Alkaloids Papaverin.
Nach dem Zweiten Weltkrieg wurde das Werk mit einer Kläranlage und einem neuen Verwaltungsgebäude erweitert. In den 1950er Jahren änderte die Unternehmensführung den Schwerpunkt der Produktion zunehmend weg von den fertigen, verkaufsfähigen Arzneimitteln auf deren Vor- und Zwischenprodukte. Zu den Präparaten der Chemischen Werke Minden gehörte auch das bei Asthma, Bronchitis und „grippösen Infekten“  eingesetzte Priatan. Weitere Präparate der chemischen Fabriken Knoll AG waren das bei „Kreislaufschwäche“ gegebene Veritol und das „physiologische Plasmasubstitut“ Macrodex.
Im September 1975 übernahm die BASF AG aus Ludwigshafen die Aktienmehrheit der Knoll AG und führte sie als Tochtergesellschaft weiter. Geschäftsführer der Chemischen Werke Minden GmbH wurde der Jurist Peter Clemm (* 1922), der auch Vorstandsmitglied der Knoll Aktiengesellschaft war. Im Jubiläumsjahr 1986 verfügte der Standort Minden über etwa 600 Mitarbeiter, produzierte rund 150 Einzelprodukte und betrieb nach Angaben des Unternehmens die weltgrößten Anlagen zur Herstellung von Ephedrin und synthetischem Coffein. Außerdem war aus der 1943 aufgenommenen Synthese von Papaverin inzwischen ein größerer Bereich zur Produktion des Zwischenproduktes Veratrylcyanid entstanden. Der Stoff wurde für die Erzeugung von Verapamil gebraucht, dem Wirkstoff in Isoptin, einem sehr erfolgreichen Medikament der Muttergesellschaft Knoll AG für den Einsatz bei Herzerkrankungen. Darüber hinaus lieferte Minden unter anderem Mandelsäure, Tyramin, Cyanessigsäure und Methylharnstoff.
Der von der Knoll AG gestiftete Albert-Knoll-Preis wird jährlich für hervorragende Arbeiten auf dem Gebiet der Inneren Medizin vergeben.

### BASF PharmaChemikalien GmbH & Co. KG
Im Rahmen einer Umstrukturierung der BASF wurde das Werk Minden im Juni 2000 mit der BASF PharmaChemikalien GmbH & Co. KG aus der Knoll AG ausgegliedert. In dieser neuen, 100%igen Tochter bündelte der Konzern sowohl BASF-eigene als auch die bis dahin über Knoll AG geführte Produktion an Pharmawirkstoffen. Ihr Unternehmenssitz war in Ludwigshafen am Rhein, am Standort der Muttergesellschaft. Minden war daraufhin dem Konzernbereich „BASF Feinchemie“ unterstellt. Durch die Ausgliederung verblieb das Werk Minden auch weiter im BASF-Konzern, als im Jahr 2001 der gesamte übrige, über Knoll AG geführte pharmazeutische Bereich an die amerikanische Abbott Laboratories verkauft wurde. Die „BASF Feinchemie“ wurde im Jahr 2008 neu organisiert und der Bereich um die BASF PharmaChemikalien in „Pharma Ingredients & Services“ umbenannt. Ab August 2010 zählte die Geschäftseinheit und das Werk Minden zum zeitgleich neu geschaffenen BASF-Bereich „Nutrition & Health“.
Im April 2012 gab BASF bekannt, seine Produktion von „Kolliphor TGPS“, ein wasserlösliches Vitamin-E-Derivat (Vitamin-E-Polyethylenglykolsuccinat), aus Kankakee, Illinois in den USA abzuziehen und nach Minden zu verlagern. Dadurch erhielt Minden eine neue zentrale Produktionsanlage.
Im Jahr 2012 waren rund 350 Mitarbeitende am Standort beschäftigt. Im selben Jahr wurden 21 Auszubildende in den Berufen Chemikant, Laborant und Produktionsfachkraft Chemie ausgebildet. Die Leitung des Werks übernahm am 14. Februar 2012 Marco Millies vom zuvor langjährigen Geschäftsführer Werner Biffar.

### Siegfried PharmaChemikalien Minden GmbH
Im Frühjahr 2015 wurde bekannt, dass die BASF ihr Geschäft mit Pharmawirkstoffen bis zum Herbst an Siegfried Holding verkaufen wird. Von der Transaktion war neben den Produktionsstandorten Evionnaz, Schweiz und St. Vulbas in Frankreich auch das Werk in Minden betroffen.
Die neue Eigentümerin änderte am 15. Oktober 2015 den Namen in Siegfried PharmaChemikalien Minden GmbH und verlegte gleichzeitig den Sitz der Firma von Ludwigshafen am Rhein ins westfälische Minden. Anfang 2017 wurden 14 Auszubildende in Minden beschäftigt.
Das Unternehmen war seit 2014 in einen Fall von Wirtschaftskriminalität betroffen, in dem es um Schmiergelder von Entsorgungsfirmen geht.

## Produkte
Der Standort ist auf die Synthese von Wirkstoffen und Zwischenprodukten für die pharmazeutische Industrie spezialisiert. Hier werden 80 Einzelstoffe hergestellt. Es werden vor allem Chemikalien der Wirkstoffgruppen Ephedrine und Purine für die Pharmaindustrie und Koffein für die Lebensmittelindustrie sowie Grundstoffe für In-Vitro-Diagnostika produziert.